# Lauri Nevalainen
Lauri Nevalainen   (Kotka, 24 de gener de 1927 - Kotka, 31 de juliol de 2005) fou un remer finlandès que va competir durant les dècades de 1940 i 1950.
El 1952 va prendre part en els Jocs Olímpics d'Estiu de Hèlsinki, on guanyà la medalla de bronze en la prova del quatre sense timoner del programa de rem. Formà equip amb Veikko Lommi, Oiva Lommi i Kauko Wahlsten, en el que fou la primera medalla olímpica en rem de Finlàndia.
A banda d'aquest gran èxit internacional Wahlsten va guanyar cinc campionats finlandesos entre el 1950 i 1952.